# Edshamar och Granängen
Edshamar och Granängen är en av SCB avgränsad och namnsatt småort i Uppsala kommun. Småorten omfattar bebyggelse kring Edshammars gård och omkring Granängen belägna mellan Vattholma och Storvreta i Lena socken.